# Kamacops acervalis
Il kamacope (Kamacops acervalis) è un anfibio estinto appartenente ai temnospondili. Visse nel Permiano medio - superiore (circa 270 - 260 milioni di anni fa) e i suoi resti fossili sono stati ritrovati in Russia.

## Descrizione
Questo animale possedeva un corpo robusto e compatto, sorretto da quattro potenti arti relativamente corti. Il cranio era di grandi dimensioni e appiattito. Le orbite, al contrario di quelle di molti animali simili (ad esempio Cacops) erano piccole e posizionate dorsalmente, in modo simile a quelle dei coccodrilli. Il cranio era notevolmente ornamentato, e possedeva inoltre due narici di piccole dimensioni. Kamacops era piuttosto grande se rapportato alle dimensioni dei suoi stretti parenti, e poteva raggiungere una lunghezza di 1,5 metri. Il dorso doveva essere protetto da una sorta di corazza costituita da placche dermiche poste sopra la colonna vertebrale.

## Classificazione
Kamacops acervalis è stato descritto per la prima volta nel 1980 sulla base di fossili ritrovati in Russia, in strati del Permiano medio - superiore. È considerato uno degli ultimi dissorofidi, un gruppo di anfibi temnospondili dalle abitudini tipicamente terrestri, tipici del Permiano.

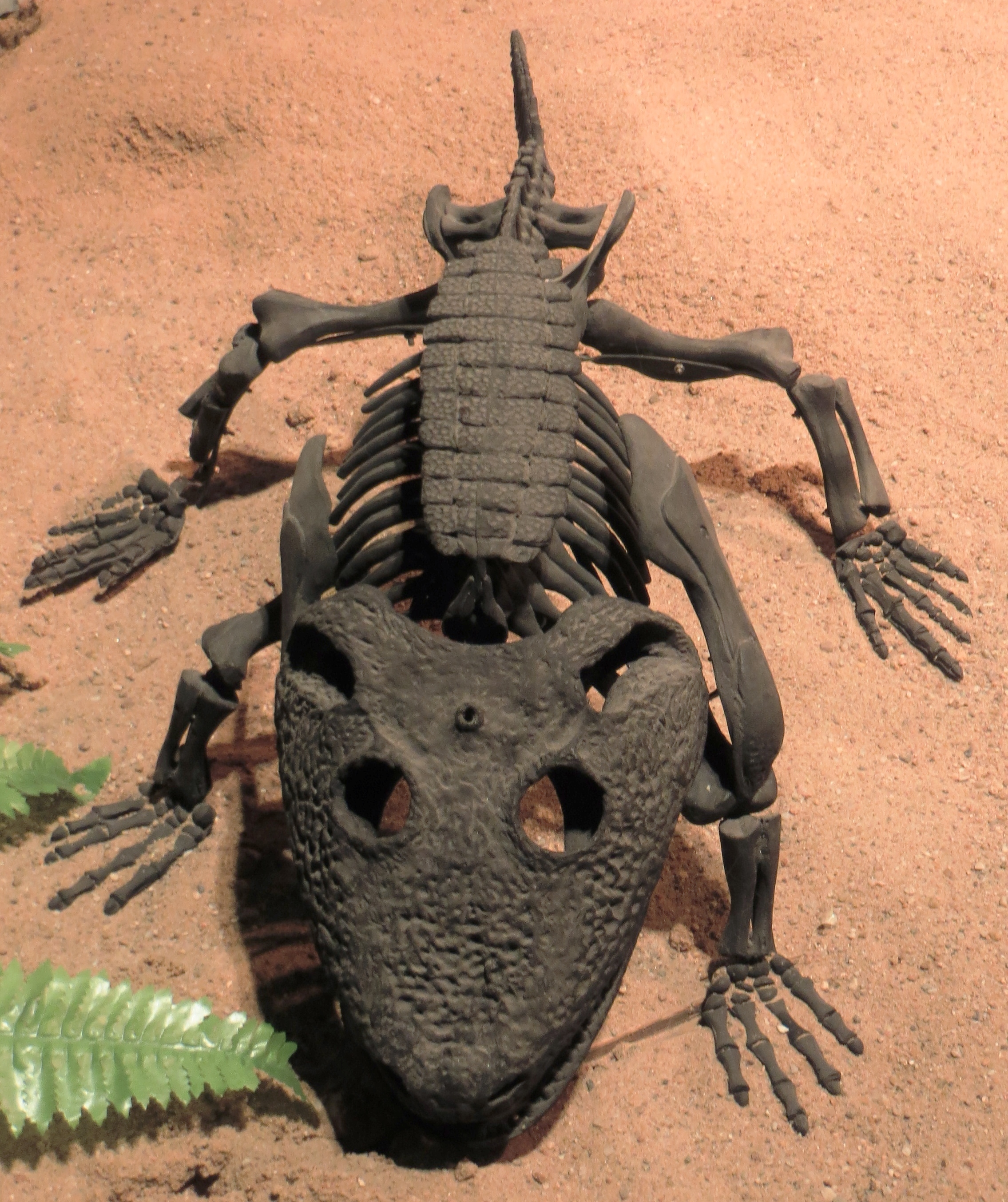
Ricostruzione dello scheletro di Kamacops acervalis

In particolare, le caratteristiche craniche fanno supporre che Kamacops fosse uno stretto parente del ben noto Cacops: tra le caratteristiche che accomunano i due generi, da ricordare l'incisura otica chiusa posteriormente. Affine a Kamacops doveva essere anche Anakamacops, della Cina (Li e cheng, 1999).

## Paleobiologia
Kamacops possedeva uno scheletro molto ossificato e robusto, tipico di un animale terrestre come tutti i dissorofidi. Tuttavia, il cranio largo e piatto e le orbite in posizione dorsale indicano che probabilmente questo animale era ben adattato a vivere in acqua. Forse alcuni dissorofidi, incontrate le difficoltà dell'accresciuta aridità nel corso del Permiano, riuscirono a sopravvivere ritornando almeno parzialmente all'ambiente acquatico ed evitando le zone troppo aride. Un altro presunto dissorofide russo è il poco conosciuto Zygosaurus.